# Mahboub Mubarak
Mahboub Juma'a Mubarak (arabe : محبوب جمعة) (né le 17 septembre 1955 au Koweït) est un footballeur international koweïtien, qui évoluait au poste de défenseur.

## Biographie

### Carrière en sélection
Avec l'équipe du Koweït, il a joué 19 matchs entre 1980 et 1989. Il figure dans le groupe des sélectionnés lors de la coupe du monde de 1982.
Il a également participé à la Coupe d'Asie des nations de 1984, ainsi qu'aux JO de 1980.

## Palmarès
Il est champion du Koweït 1981 avec Al Salmiya et vice-champion 1984.